# Daniel Naroditsky
Daniel Naroditsky (San Mateo, 9 novembre 1995) è uno scacchista statunitense.
Ha ottenuto il titolo di Grande maestro nel 2013, all'età di 18 anni.
Il suo rating FIDE aggiornato a luglio 2022 è di 2617 punti Elo.

## Principali risultati
- Nel 2007 ha vinto il campionato del mondo under-12, con 9½/11;
- nel 2010 si è classificato = 2º-5º nello U.S. Open con 7½/9, dietro al GM Alejandro Ramírez;
- nel 2013 ha vinto, alla pari con il GM Fidel Jimenez, il Philadelphia Open.

Ha pubblicato due libri, il primo a 14 anni:
- Mastering Positional Chess, New in Chess, 2010 – ISBN 90-5691-310-7
- Mastering Complex Endgames, New in Chess, 2012 – ISBN 978-9056914059